# キヤノンメディカルシステムズ
キヤノンメディカルシステムズ株式会社（キャノンメディカルシステムズ、CANON MEDICAL SYSTEMS CORPORATION）は、キヤノングループの医療機器メーカーである。旧社名は東芝メディカルシステムズ株式会社（とうしばメディカルシステムズ、TOSHIBA MEDICAL SYSTEMS CORPORATION）で、東芝グループに属していた。

## 概要
2016年3月までは東芝グループの企業であり、東芝グループでの社会・インフラ部門の中核をなしていた。医療機器関係では、X線CTなどの医用機器の世界的メーカーで、数多くの医療機器を展開している。単純X線撮影診断装置、X線TV装置、CT、MRI、超音波画像診断装置（いわゆるエコー）、RI（核医学）などを手掛ける。内視鏡の販売はフジノンとの合弁で設立した、フジノン東芝ESシステムに移管した。
その他、レセプトコンピュータ、電子カルテ、PACS、検診システム、アンギオ装置、検体検査システムなども扱う。
医療機器の製造販売では日本1位、世界4位。日本のCTシェア60%、エコーシェア35%ともに1位。同業の日本光電工業と業務提携している。
1975年、CTを発明したEMIのいわゆるEMIスキャナを東芝EMIの縁で輸入し、東京女子医科大学などに設置。日本で初めて稼動したCTとなる。その後、CTを自社開発。ヘリカルスキャン、マルチスライスを導入してスキャン時間を短縮した。
2012年に英イングランド・プレミアリーグのサッカークラブであるマンチェスター・ユナイテッドFCと5年間の医療機器による協賛契約を結び公式パートナー (Official Medical Systems Partner) となった。
2015年に医療機器事業として100周年を迎えた。
2015年12月21日に当時の親会社であった東芝が発表した「新生東芝アクションプラン」では、当社に外部資本を受入れることとされた。2016年3月17日に、東芝からキヤノンに全株式が譲渡され、東芝の子会社でなくなった。ただし主要各国の競争法規制がクリアされるまでは、一時的に第三者であるMSホールディング株式会社が議決権を保有し、クリアされた時点でキヤノンの子会社となった。
重粒子線がん治療装置は事業再編の対象とはならずに引き続き東芝(東芝エネルギーシステムズ)が担当する。
2016年4月14日に熊本地震が発生した際は、熊本市中央区にある熊本支店が影響を受けたが、社員の安否確認はとれている。本社に災害対策本部を20人態勢で設置し、被災地の病院等にある同社製の医療器具の復旧の支援に向けて情報収集を行った。
2016年12月、スペインのリーガ・エスパニョーラ所属のサッカークラブ、レアル・マドリードとオフィシャルメディカルスポンサー契約を締結。期間は2020年6月末まで。
2016年12月19日、主要各国の競争法規制当局からのクリアランス取得の審査が完了したことを受け、キヤノンがMSホールディングスから当社の全株式を取得。キヤノンの完全子会社となる。
2018年1月4日付で、社名を東芝メディカルシステムズ株式会社から「キヤノンメディカルシステムズ株式会社」へ商号を変更した。商号変更後は、キヤノンの画像処理技術を組み合わせたソフトを2018年春に発売する他、製造工程においても、キヤノンの技術を導入して生産効率を高める。ただし、元東芝グループ故に英文社名はキヤノングループの「Canon（略）Inc.」に従った「Canon Medical Systems Inc.」ではなく東芝グループ流の「CANON MEDICAL SYSTEMS CORPORATION」のままである。

## 関連会社

### 日本国内
- 沖縄キヤノンメディカルシステムズ（株）
- キヤノンメディカルファイナンス（株）
- （株）メリット
- キヤノンメドテックサプライ（株）
- アクトメッド（株）
- キヤノン電子管デバイス（株）
- キヤノンメディカルダイアグノスティックス（株）

### 日本国外
- キヤノンメディカルシステムズUSA
- キヤノンメディカルリサーチUSA
- キヤノンメディカルシステムズヨーロッパ
- キヤノンメディカルリサーチヨーロッパ
- キヤノンメディカルシステムズブラジル
- キヤノンメディカルシステムズアジア
- キヤノンメディカルシステムズカナダ
- キヤノンメディカルシステムズANZ
- キヤノンメディカルシステムズ（中国）有限公司
- キヤノンメディカルシステムズ研究開発(大連)有限公司
- 東芝大連社
- キヤノンメディカルシステムズ製造アジア
- バイタル・イメージズ
- キヤノンメディカルシステムズトルコ
- キヤノンメディカルシステムズ韓国
- キヤノンメディカルシステムズマレーシア
- オレアメディカル

## 沿革
- 1930年 - 東京電気株式会社（東芝の前身のひとつ）の全額出資により日本医療電気株式会社を設立[14]。
- 1942年 - 戦時企業統合により日本医療電気株式会社を東芝に吸収合併する。
- 1948年 - 日本医療電気株式会社を再建。
- 1954年 - 東芝医療電気株式会社に社名変更。
- 1957年 - 東芝放射線株式会社に社名変更。
- 1972年 - 東芝メディカル株式会社に社名変更。
- 2003年 - 東芝メディカル株式会社と株式会社東芝医用システム社が一体化し、東芝メディカルシステムズを設立。
- 2012年 - サッカー日本代表の香川真司が入団したマンチェスター・ユナイテッドに定価57億円のCT装置などを無償貸与、公式パートナーとなった[15]。
- 2016年 - 親会社であった東芝が全株式を6,655億円で売却。12月、キヤノン株式会社の完全子会社となる。
- 2018年 - 1月4日付でキヤノンメディカルシステムズ株式会社へ商号変更。

## 事業所
- 本社事業所 - 栃木県大田原市下石上1385番地[16]
- 東京本部事業所 - 東京都港区海岸3丁目20番20号 ヨコソーレインボータワー
- 田町サポートセンター（エレクタ社製放射線治療システムの専用窓口） - 東京都港区芝浦3丁目9番1号 芝浦ルネサイトタワー8F

## 主な製品ブランド
子会社のブランドを含む。

### 現行

#### CT
- Aquilion ONE - 世界最多の 320列マルチスライス機。0.35秒で 160 mm の範囲をスキャンできるため、3D に時間軸を組み合わせた 4D撮影ができる。大学病院などに、各都道府県で数台程度が導入されている。型式TSX-301A。
- Aquilion - 16〜64列マルチスライス機。大学病院・市民病院などで導入されている。型式TSX-302A・TSX-201A・TSX-101A。
- Activion 16 - 16列マルチスライス機。型式TSX-031A。
- Alexion - 16列マルチスライス機。Activion 16 をベースに、小規模病院、開業医向けに操作を容易にした新世代機。型式TSX-032A、TSX-033A。
- Asteion PREMIUM 4 EDITION - 4列マルチスライス機。開業医向け。型式TSX-021B。

#### X線アンギオグラフィ
- Inifinix Celeve-i - 8x8 〜 12x16インチFPD のディジタル機。X線高圧発生器は XTP8100G (100 kVA)、X線管球は DSRX-T7444GDS/DSRX-T7345GFS など。デュアルプレーン対応。

#### X線TV
- Ultimax-i - Cアームに FPD を組み合わせた高機能機種。大学病院、市民病院で導入されている。X線高圧発生装置は KXO-80Z (75kVA)、X線管球は DRX-6645GD など。
- ZEXIRA - FPD/I.I. のディジタル機。大学病院、市民病院、大手私立病院などで導入されている。X線高圧発生装置は KXO-80Z、X線管球は DRX-6645GD など。
- Raffine - FPD専用のディジタル機。主に上部消化管検査などで多く使用されている。寝台は Plessart の上位機種とほぼ同じ。X線高圧発生装置は KXO-50XP (50kVA)、X線管球は DRX-6645D。
- Plessart - I.I. のディジタル機。一般病院～個人開業医向け。X線高圧発生装置は KXO-50XC、KXO-32XP (30kVA)などが使われる。X線管球は、DRX-6645D, DRX-3535HD などが組み合わせられる。開業医など、1室のエックス線室で X線TV と一般撮影で X線高圧発生装置を共有できるように 2管球構成を特注で取ることもできる。この場合は一般撮影用として、DRX-1824B, DRX-1603B などが組み合わせられる。

#### X線一般撮影
- RADREX-i - ディジタル機。Varian製FPD や、他社製FPD などと組み合わせられる。X線高圧発生装置は KXO-50S (70 kVA)、X線管球は、DRX-3724HC, DRX-2724HD などが組み合わせられる。
- RADREX - CR やフィルムを使った撮影用で X線装置の構成としては RADREX-i とほぼ同等。
- R-mini - 開業医向けの一般撮影専用機。X線高圧発生装置は KXO-25SC (30 kVA) が組み合わせられるが、1次側が単相100V でも使える KXO-20SC (1.5 kVA) もある。X線管球は、DRX-1824B, DRX-1603B が組み合わせられる (KXO-20SC の場合は DRX-1603B のみ)

#### その他X線
- MAMMOREX Pe・ru・ru - マンモグラフィ
- Clearscope - 外科用
- Aitella - 集団検診用X線TV。
- IMC-1000 - ポータブル。東芝医療用品製。製造はアールテック。
- IMC-125/A - ポータブル。東芝医療用品製。製造はアールテック。
- IPF-21 - 携帯式。東芝医療用品製。製造はアールテック。
- LILY-BELL(IROL-125) - 耳鼻科用。東芝医療用品製。製造はアールテック。

#### MRI
- Vantage TitanTM 3T　型式MRT-3010
  - 2010年 - グッドデザイン賞受賞[17]
    - 2011年 - red dot product design award受賞[18]
- Vantage TitanTM　型式MRT-2004
  -     - 2012年 - グッドデザイン賞受賞[19]
    - 2013年 - red dot product design award受賞[20]
- Vantage ElanTM　型式MRT-2020<
  -     - 2014年 - グッドデザイン賞受賞[21]
    - 2014年 - red dot product design award受賞[22]

#### 超音波診断システム
- Artida[23]（3DWT/AI/STIC：循環器専用エコー）
- Aplio Platinum Series[24]／2011年グッドデザイン賞受賞[25]
2015年全く新しい刷新されたハードを有してAplioPlatinumシリーズとなる
  - Aplio 500 platinum[26] (ShearwaveElast SMI(mSMI/cSMI) Smart Fusion/FlyThru/ASQ/Elasto/Parametric MFI)
  - Aplio 400 platinum[27] (SMI(mSMI/cSMI) ASQ/Elasto/Parametric MFI)
  - Aplio 300 platinum[28]

(過去ラインナップ: Aplio80, Aplio50, AplioXG, AplioMX)
- Xario
  - Xario 200[29]
  - Xario 100[30]

（過去ラインナップ:Xario Limited, XarioXG）
- Viamo - ハンディ装置（POC全般に対応）[31]
- Nemio[32]
  - NemioMX

(過去ラインナップ: Nemio35, Nemio30, Nemio20, Nemio17, Nemio10)

#### その他
- Symbia E - SPECT
- Elekta Synergy - RT[33]

### 過去
- Asteion - シングル～4列マルチスライス機。
- Auklet - シングルスライス（ヘリカルスライス）機。
- Xlead - シングルスライス機。一部タッチパネル(モノクロ)の操作卓が特徴。
- Xvision
- Xvigor
- Xpress
- Xforce
- Xpeed
- TCTシリーズ - 初期の CT。0.4 MHU - 1.5 MHU の X線管球が使われる。